# Hyposerica delecta
Hyposerica delecta är en skalbaggsart som beskrevs av Brenske 1899. Hyposerica delecta ingår i släktet Hyposerica och familjen Melolonthidae.
Artens utbredningsområde är Madagaskar. Inga underarter finns listade i Catalogue of Life.